# Brachypodium retusum
Brachypodium retusum är en gräsart som först beskrevs av Christiaan Hendrik Persoon, och fick sitt nu gällande namn av Ambroise Marie François Joseph Palisot de Beauvois. Brachypodium retusum ingår i släktet skaftingar, och familjen gräs. Inga underarter finns listade i Catalogue of Life.

## Bildgalleri

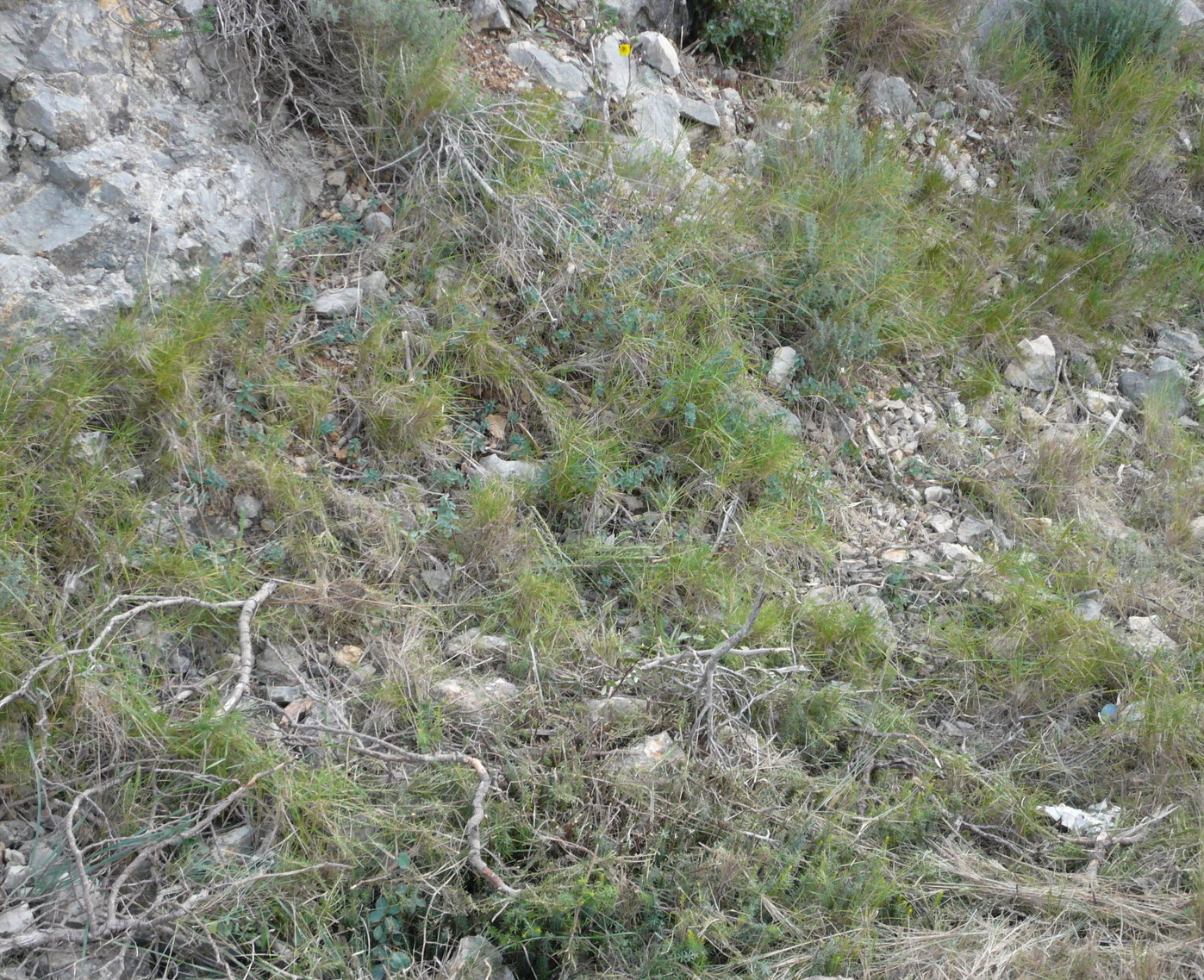
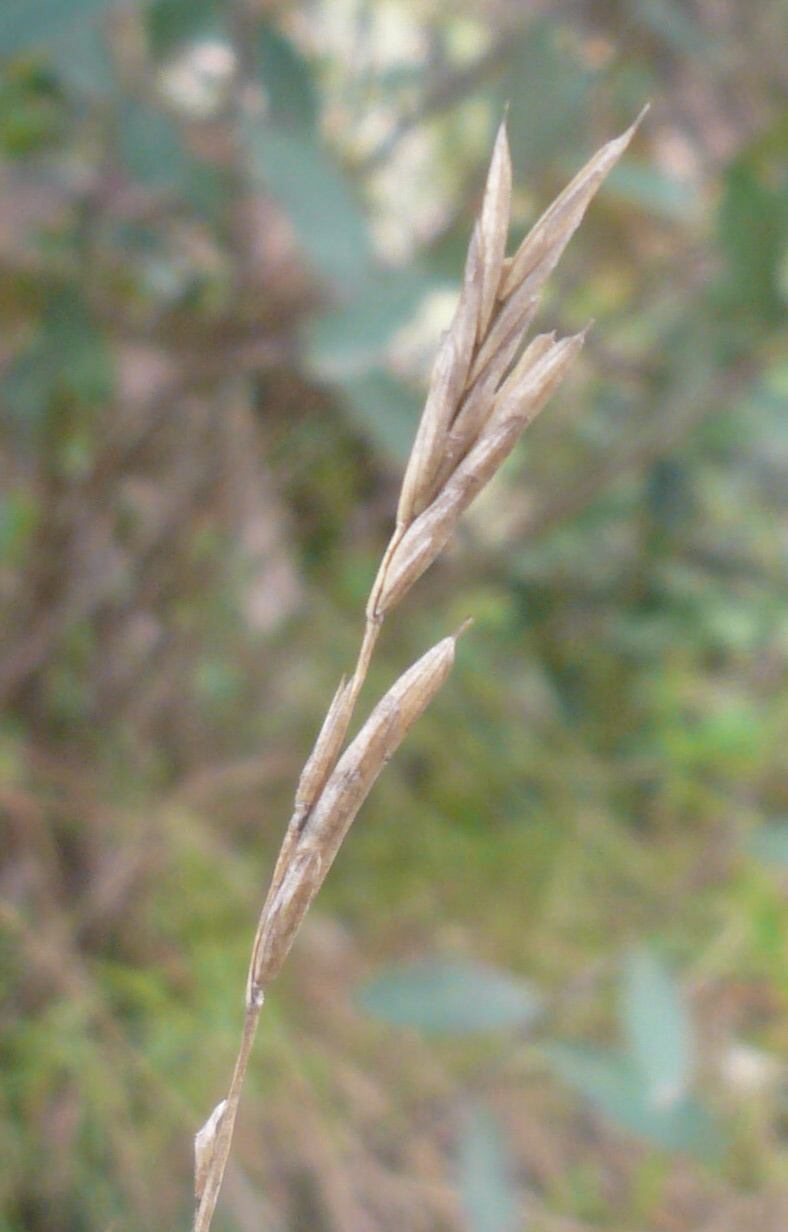
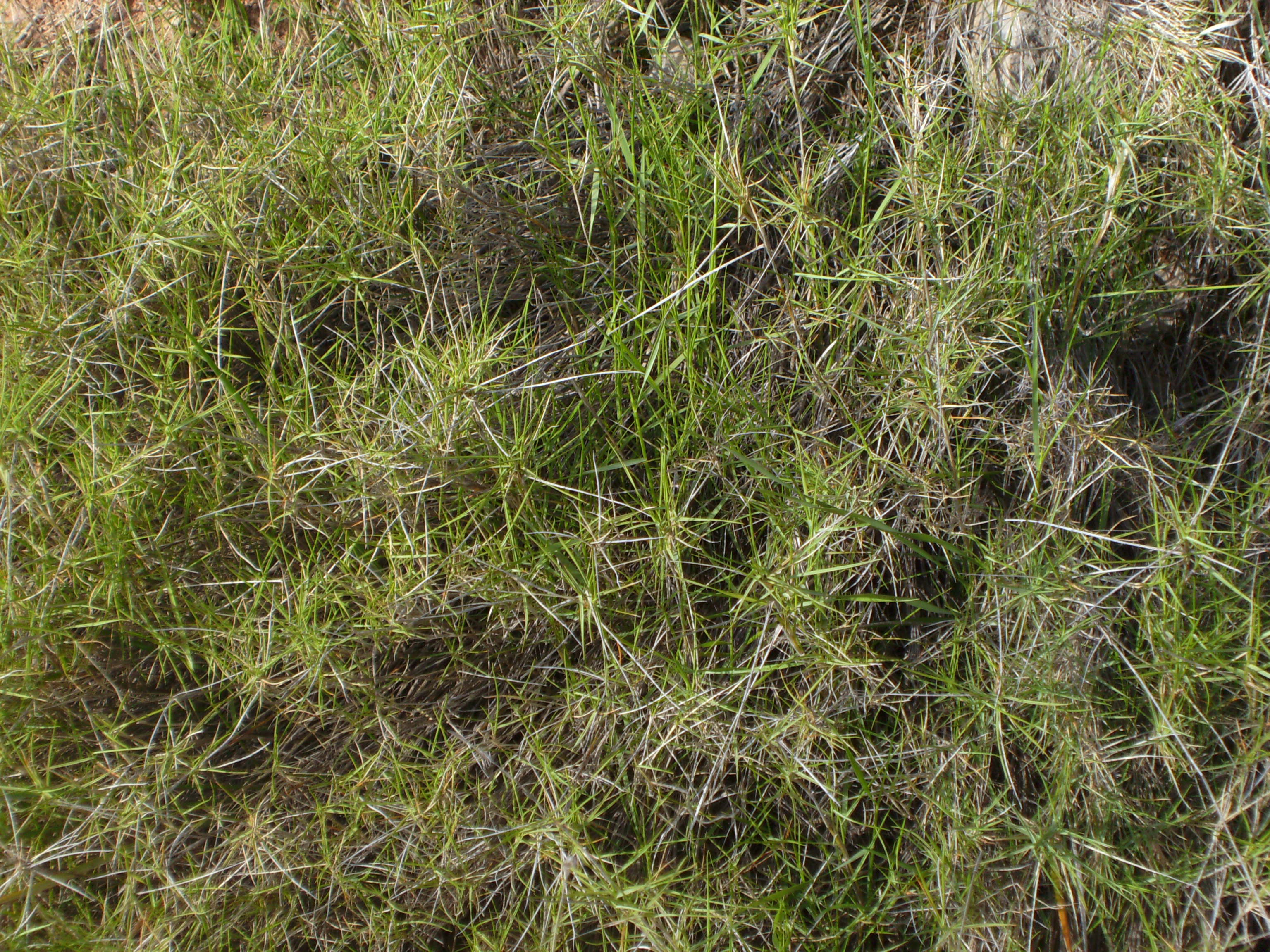
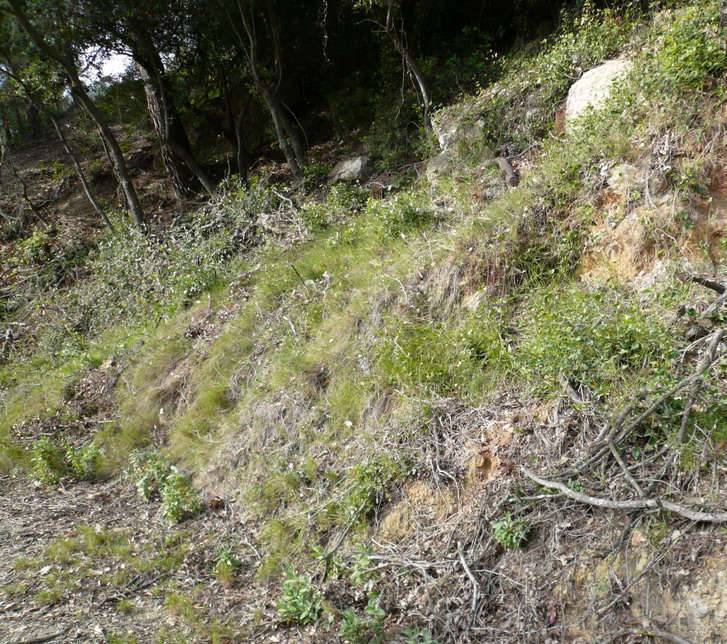
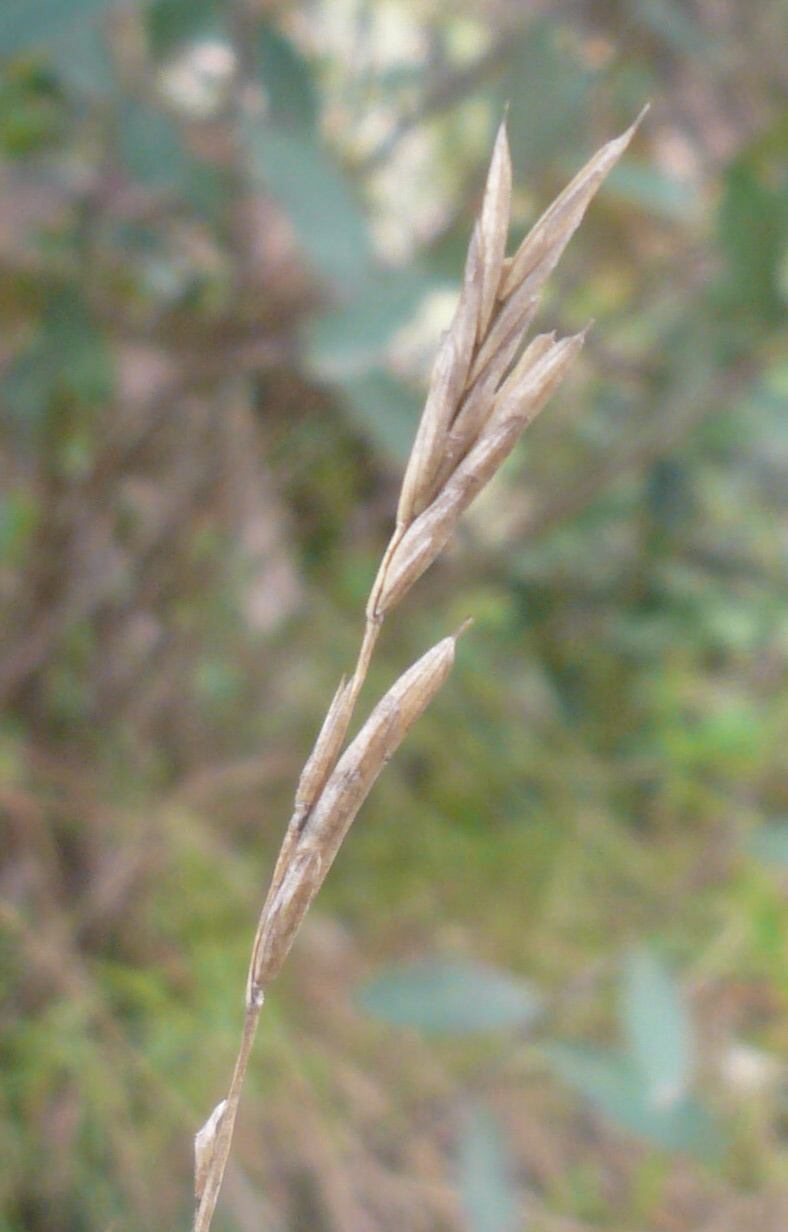